# Mitzi Shore
Mitzi Shore (Marinette, Wisconsin; 25 de julio de 1930 - West Hollywood, California; 11 de abril de 2018) fue una empresaria estadounidense, propietaria de clubes de comedia. Su esposo, Sammy Shore, cofundó The Comedy Store en Los Ángeles en 1972, siendo, dos años después, Mitzi su propietaria. Gracias al club y sus gestiones, llegó a tener una gran influencia en los inicios y el auge de las carreras de varios cómicos de la escena estadounidense durante cerca de tres décadas.

## Primeros años
Nació como Lillian Saidel en julio de 1930, en el condado de Marinette en el estado estadounidense de Wisconsin, en el seno de una familia judía. Sus padres eran Fanny y Morris Saidel, vendedores ambulantes. Creció cerca de Green Bay (Wisconsin), asistiendo al Green Bay East High School. Posteriormente asistió a la Universidad de Wisconsin-Madison, donde comenzó una carrera en Artes, que abandonó antes de graduarse tras casarse con Sammy Shore, después de conocerlo en 1950.

## The Comedy Store

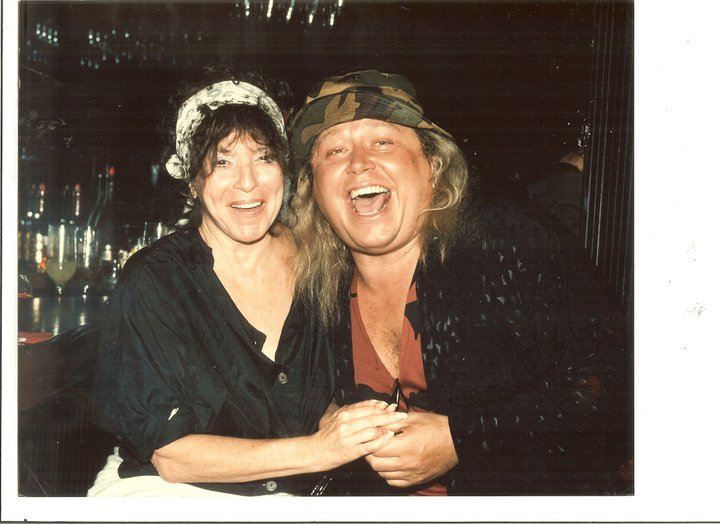
Mitzi Shore junto a Sam Kinison (c. 1980).

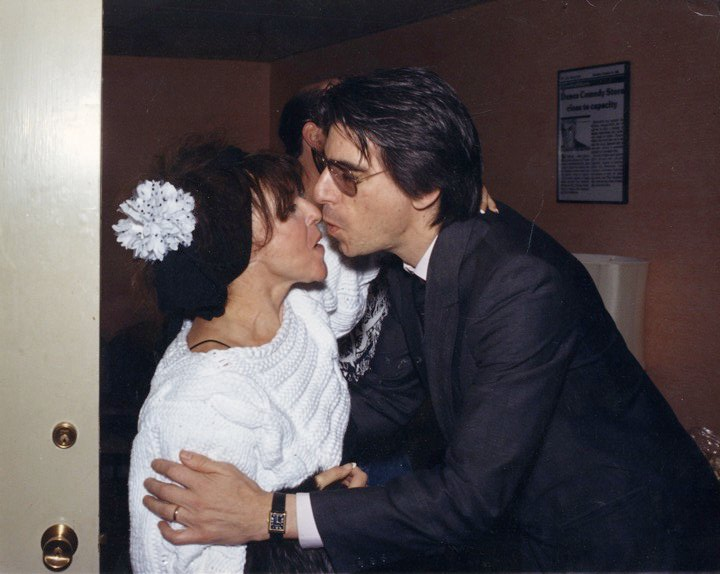
Mitzi con Richard Belzer en The Comedy Store.

Sammy Shore cofundó The Comedy Store en 1972. Cuando Sammy y Mitzi se divorciaron dos años después, en 1974, Mitzi adquirió la propiedad completa como parte de su acuerdo de divorcio. Sammy Shore fue citado más tarde en 2003 por Los Angeles Times explicando que "renunció al control del club para reducir sus pagos de pensión alimenticia".
Poco después de tomar el control total, Shore obtuvo un importante préstamo en efectivo del comediante Shecky Greene para ayudar a asegurar la continuidad de las operaciones y turnos del club. No solo participó en la gestión del día a día, sino también en la captación y desarrollo de nuevos talentos.
Los comediantes cuyo ascenso a la fama se asociaron con su trabajo, bien iniciándose en The Comedy Store o empezando trabajando en el club desde porteros a camareros, han incluido a personas como Whoopi Goldberg, Roseanne Barr, Robin Williams, Garry Shandling, Jay Leno, David Letterman, Chevy Chase, Sam Kinison, Marc Maron, Andrew Dice Clay, Jim Carrey, Joe Rogan, Bobcat Goldthwait, Bill Burr, Bobby Lee, Joey Diaz, John Witherspoon o Sebastian Maniscalco, entre otros tantos.

### Huelgas y piquetes de 1979
Shore se negó a pagar a los comediantes que actuaban en su club, insistiendo en que el lugar era una especie de "colegio o escuela de aprendizaje de la comedia" donde los comediantes aprendían su oficio en lugar de una empresa para hacer dinero. Sin embargo, en 1979, después de que el club se expandiera ampliamente, los comediantes comenzaron a insistir en que se les pagara por su trabajo. Shore se negó y los artistas protestaron contra el establecimiento en lo que se convirtió en una amarga huelga de seis semanas. Entre los que lideraron la huelga se encontraban Jay Leno, David Letterman (que además era el maestro de ceremonias del club) y Tom Dreesen. Después de varios meses de piquetes, de tiras y aflojas, y de un incidente en el que Leno resultó herido por un automóvil que intentaba apartar a la fuerza la línea de piquete, Shore cedió y acordó pagar a los cómics 15 dólares por número. El acuerdo sentó un precedente que resultó en que los clubes de comedia de la ciudad de Nueva York comenzaran a pagar también por su talento, y otros clubes de comedia en los Estados Unidos siguieron su ejemplo pagando a los comediantes por actuar.

### Belly Room
Ya en 1978, Shore había convertido la planta de arriba de The Comedy Store en la llamada Belly Room, un espacio para 50 personas para la que reservaba exclusivamente comediantes femeninas. En ese momento, la comedia profesional era en gran medida un "club de chicos", y las citas para comediantes eran raras; las oportunidades para que las mujeres realizaran su propio material de stand-up con los cómicos más populares en los Estados Unidos eran inauditas. En esa tesitura, en el club llegaron a subir al escenario cómicas como Sarah Silverman, Elayne Boosler, Lotus Weinstock, Dyan Cannon, Nikki Glaser, Eleanor Kerrigan, Annie Lederman, Ali Macofsky, Mary Lynn Rajskub, Iliza Shlesinger, Sandra Bernhard o Whitney Cummings, entre otras tantas.
La toma de riesgos liberal de Shore con la contratación de talento continuó durante décadas. En la década de 1990, una vez que las cómicas femeninas se establecieron más, Shore continuó cruzando fronteras con su audiencia creando noches especiales para artistas latinos, gays y lesbianas.

### Comedy Channel Inc.
Shore fue propietaria y operó Comedy Channel Inc. desde 1982 hasta su muerte, una empresa establecida para crear y vender cintas de video de actuaciones en The Comedy Store.
En 1989, HBO lanzó su servicio de cable premium The Comedy Channel. La demanda de Shore afirmaba que el servicio de HBO era un "uso indirecto no autorizado" del nombre y la marca comercial Comedy Channel. Mitzi Shore contrató al abogado James Blancarte y demandó a HBO por infracción de derechos de autor. El canal se fusionó con Ha! canal dos años después, primero bajo el nombre CTV: The Comedy Network, y luego bajo su nombre actual, Comedy Central.

## Bagaje cultural
El personaje de Goldie, la gerente de un club de comedia interpretada por Melissa Leo en la serie de Showtime I'm Dying Up Here, se basa libremente en Shore.
El cómico Joe Rogan, formado en The Comedy Store, dedicó en 2018 un capítulo especial de su programa Strange Times de Netflix a Shore.
En 2020, el director y cómico Mike Binder realizó el documental The Comedy Store, sobre la historia del club y el papel central que tuvo Mitzi en el desarrollo de las carreras de varios cómicos.

## Vida personal y fallecimiento
Su matrimonio con Sammy Shore duró desde 1950 hasta su divorcio en 1974. La pareja tuvo cuatro hijos: Peter, Scott, el actor Pauly y su hija Sandi, fallecida pocos meses después de su madre.
Shore murió de un trastorno neurológico desconocido mientras estaba bajo cuidados paliativos en Los Ángeles (California) el 11 de abril de 2018, a los 87 años de edad. Sufrió la enfermedad de Parkinson en sus últimos años.